# Горносилезский диалект
Горносилезский диалект (нем. Gebirgsschlesische Dialekt, Gebirgsschlesisch, самоназв. Gebergsschläsch) — силезский диалект восточносредненемецкой диалектной области немецкого языка, локально используемый в Польше, Чехии и Германии. На сегодняшний день является вымирающим.
Изначальный ареал использования диалекта включал южные территории Судетской области, провинции Нижняя Силезия, региона Верхняя Силезия, север Моравии и Австрийской Силезии, а также северо-восток Богемии. Области Лужицких гор и графства Глац не являлись территориями распространения горносилезского диалекта. После Второй мировой войны произошла массовая депортация немцев из польских и чешских земель, из-за чего линия распространения диалекта ушла далеко на запад, к границе Германии, а затем и вовсе стала размытой.
Несмотря на относительную однородность многих восточносредненемецких диалектов, в горносилезском наблюдалась сильная дифференциация. Особенности произношения и лексика диалекта имели свои особенности от деревни к деревне. Восточносредненемецкая лексика сильно разбавлена словами из славянских языков.
На горносилезском диалекте писали свои произведения Герхарт Гауптман, Карл Клингс и Эрнст Шенке.